# ماجد سامي
ماجد سامي هو رجل أعمال مصري، مؤسس نادي وادي دجلة سنة 2002، ومالك نادي ليرس البلجيكي[بحاجة لمصدر].

## المولد والنشأة
ولد في 21 أغسطس سنة 1968 في القاهرة ونشأ في حي المعادي وتخرج من كلية النصر بالمعادي عام 1986 وكان رئيساً لاتحاد الطلبة بالمدرسة عام 1985. متزوج من المخرجة ساندرا نشأت منذ عام 2014.

## الدرجة العلمية
حصل على بكالوريوس الهندسة شعبة الكهرباء تخصص الاتصالات عام 1991 من جامعة القاهرة.

## عمله
عمل في مجال المقاولات والتوريدات المتخصصة، وأبرزها أنظمة إمداد الطاقة منذ عام 1987، ولا زالت إحدي شركات وادي دجلة التي يرأسها تمارس نفس النشاط حتى الآن.
أسس شركة وادي دجلة عام 2002 مع مجموعة من أصدقاء المعادي، وأطلقوا عليها اسم وادي دجلة استعارةً مكنية عن محمية وادى دجلة التي تحاذي حدود مقر الشركة ومركز أول مشروعاتها نادي وادي دجلة بالمعادي، ويرأس حالياً ناديي وادي دجلة لكرة القدم وليرس اللذان ينافسان في الدورى الممتاز في كل من مصر وبلچيكا.